# Dumitru Chipăruș
Dumitru Haralamb Chipăruș (n. 16 septembrie 1886, Dorohoi, Dorohoi, România – d. 22 ianuarie 1947, Paris, Île-de-France, Franța) a fost un sculptor român și ceramist în stilul Art Deco care a trăit și a creat în Franța. Numele lui de artist a fost Demétre Chiparus.
În 1909 Dumitru Chipăruș a plecat în Italia pentru a lua lecții de la sculptorul italian Raffaello Romanelli, iar în 1912 se mută la Paris pentru a studia la École nationale supérieure des beaux-arts unde a luat lecții de la Antonin Mercie și Jean Boucher.
Perioada cea mai prolifică a carierei sale a fost între 1914 și 1933 și este cunoscut mai ales după sculpturile sale în bronz și fildeș după tehnica criselefantină care reprezintă dansatoare exotice. A murit în anul 1947 și este îngropat în cimitirul Bagneux din sudul Parisului.
Recordul lui Dumitru Chipăruș pe piața internațională de artă a fost stabilit în aprilie 2007, când, la New York, la casa Sotheby's, sculptura „Les Girls” a fost adjudecată cu 590.240 de euro.
Cea mai mare colecție din operele sale, cu 120 de piese originale, se află astăzi  la  Déco Russian House în Moscova.
Dumitru Chipăruș este cunoscut și sub numele de Dimitri, Dmitri, Demetre sau Dimitrius Chiparus.

## Cariera timpurie
Primele sculpturi ale lui Chipăruș au fost create în stil realist și au fost expuse la salonul din 1914. El a folosit o combinație de bronz și fildeș (tehnica criselefantină). Majoritatea lucrărilor sale renumite au fost făcute între 1914 și 1933. Prima serie de sculpturi realizate de Chipăruș au fost seria de copii.

## Cariera de mai târziu
Maturizarea stilului său are loc în anii 1920. Sculpturile sale sunt remarcabile datorită efectului decorativ și luminos. Dansatorii de balet rusesc, teatrul francez și filmele timpurii au fost printre subiectele sale mai notabile și au fost caracterizate printr-un aspect lung, subțire și stilizat. Lucrările sale a fost influențate de interesul său pentru Egiptul antic, după excavarea mormântului lui Tutankamon. 
Chipăruș a creat unul dintre cele mai emblematice bronzuri din anul 1928, numit „Danseuse au cerceau” sau „Dancing Ring”, inspirat de faimoasa dansatoarea Zoula de Boncza de la „Folies Bergere” din Paris, primă dansatoare la The Royal Opera Belgrado și mim al Operei comice din Paris.  
A lucrat în primul rând cu Edmond Etling și Cie Foundry din Paris, impresariată de Julien Dreyfus. Les Neveux de J. Lehmann a fost al doilea turnător care a lucrat constant cu Chiparus și a produs sculpturile turnate din modelele sale. A fondat multe dintre lucrările sale de balet și de teatru, tema specială fiind baletul rus din care rezultă „Dansatorii ruși”, care îi reprezintă pe Vaslav Nijinsky și Ida Rubinstein în rolurile din Șeherezada.

## Salonul
Chipăruș a expus rar în saloanele de artă plastică. În 1923 expune „Javelin Thrower” și, în 1928, a prezentat dansatorul „Ta-Keo”, care a fost fabricat de Friedrich Goldscheider. În timpul persecuției naziste și al celui de-al doilea război mondial, turnătoriile au întrerupt producția lucrărilor lui Chipăruș. Situația economică din acea vreme nu era favorabilă artelor decorative și circumstanțele multor sculptori s-au înrăutățit. 
La începutul anilor 1940 nu au fost vândută aproape nicio lucrare de Chipăruș, dar acesta a continuat să sculpteze pentru propria plăcere, reprezentând animalele în stilul Art Deco. La salonul de la Paris din 1942 au fost expuse sculpturile „Polar Bear” și „American Bison”, iar în 1943 expune „Ursul Polar”, în marmură, și „Pelican”.

## Stil
Sculpturile lui Chipăruș reprezintă manifestarea clasică a stilului Art Deco în sculptura decorativă din bronz din fildeș.  Factori de influență asupra activității creative a artistului au fost: baletul rusesc ,arta egipteana antica  și teatrul francez .  
După ce mormantul lui Tutankamon a fost descoperit în 1922, arta vechiului Egipt și a Orientului influenteaza arta franceză și se reflectă și în activitatea creativă a lui Chiparus.  Mai multe sculpturi ale lui o reprezintă regina Cleopatra și dansatori egipteni.  Sculpturile lui Chipăruș reflectă timpul său și sentimentul de " folle " al anilor 1920-1930.  Venind de la cea mai veche tradiție franceză de artă decorativă de înaltă calitate și extra-artistică, sculpturile lui Chipăruș îmbină eleganța și luxul, încorporând spiritul epocii Art Deco.
Interesul colecționariilor în opera lui Chiparus a apărut în anii 1970 și a înflorit din anii 1990.  O colecție mare de lucrări ale lui Chiparus este expusă în colecția permanentă  Casa Lis, muzeul art nouveau și art deco din Salamanca Spania. 

## Moartea și moștenirea
Dumitru Chipăruș a murit la Paris în 1947. A fost îngropat în Cimitirul Bagneux , la sud de Paris. Chipăruș este amintit ca unul dintre cei mai importanți artiști ai erei Art Deco. 

## Galerie

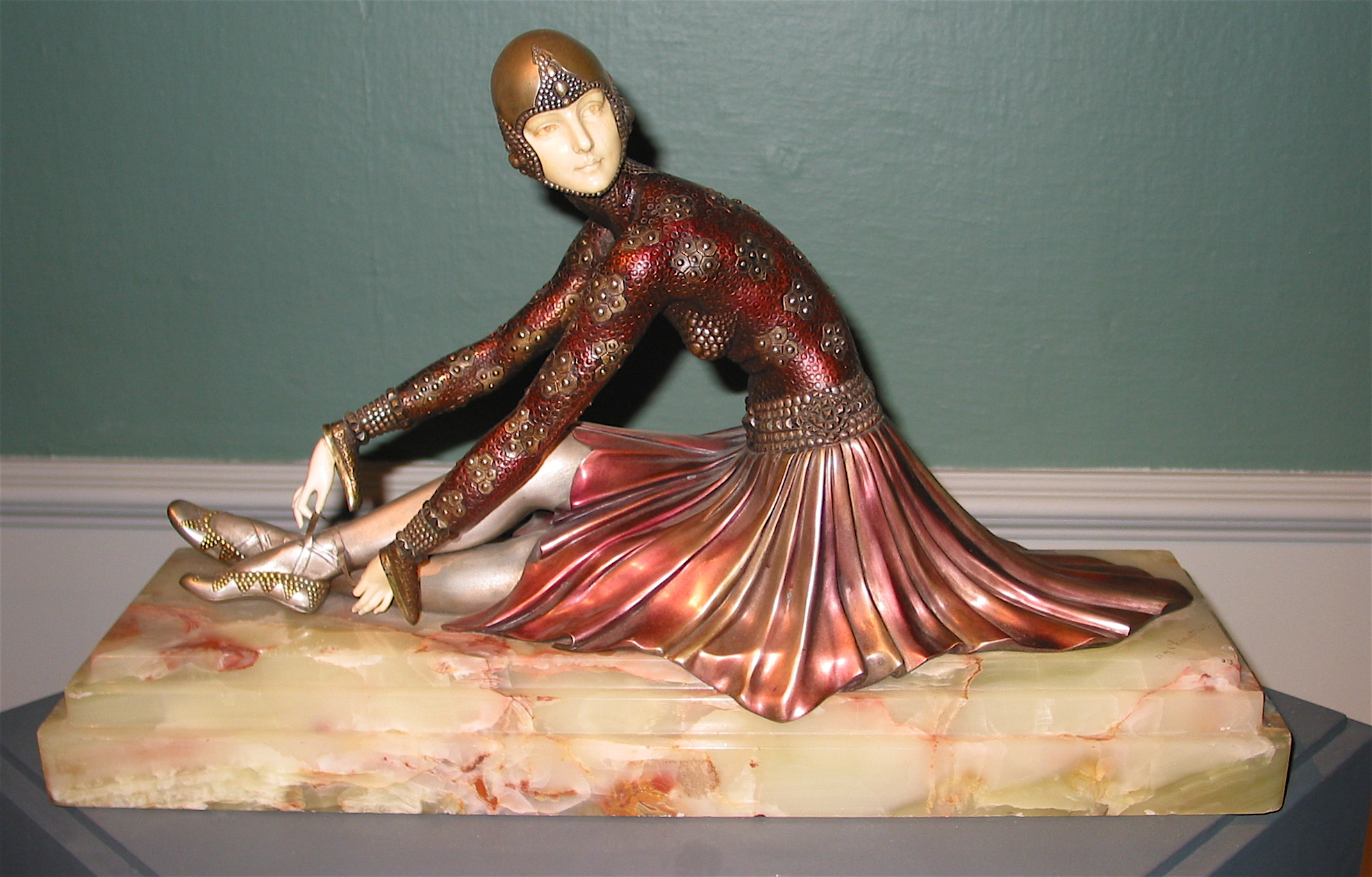
Tânără